# Marcus Julius Alexander
Marcus Julius Alexander († tussen 41 en 44 na Chr.) was de eerste echtgenoot van Julia Berenice.
Marcus was de zoon van Alexander de Alabarch, die een hoge ambtelijke functie in Alexandrië had en een van de leiders was van de Joodse gemeenschap aldaar. Julia Berenice was de dochter van koning Herodes Agrippa I en Cypros.
Het huwelijk tussen Marcus en Berenice vond plaats in 41 na Chr. en was gearrangeerd door Herodes Agrippa I. Het was voor hem een elegante manier om iets terug te doen voor zijn jeugdvriend Alexander, van wie hij een aantal jaar eerder een grote som geld had geleend.
Toen Marcus en Berenice nog maar kort getrouwd waren, overleed Marcus. Berenice werd door haar vader uitgehuwelijkt aan haar oom, Herodes van Chalkis (niet later dan 44 na Chr.). Het huwelijk tussen Marcus en Berenice leidde er wel toe dat toen later Marcus' broer Tiberius Julius Alexander procurator van Judea werd, hij een goed contact onderhield met de familie van de Herodianen.